# 별사랑
별사랑(본명: 윤정인, 1992년 8월 6일~)은 대한민국의 트로트 가수이다. 2012년 10월 당시에 충청남도의 천안시의 언더그라운드 라이브 클럽에서 록 음악 가수로 첫 데뷔했다.

## 학력
- 한국예술원 실용음악예술분야계열 전문학사

## 음반
- 2017년 눈물꽃
- 2017년 오빠짱이야
- 2018년 별사랑 Start
- 2021년 돋보기
- 2022년 놀아나보세
- 2023년 장꾸미
- 2023년 퐁당퐁당
- 2024년 십리벚꽃길
- 2024년 십리벚꽃길 (Up Tempo)
- 2024년 한뼘인생
- 2024년 너뿐야

## 출연작
- 2019년 여수MBC 《오!마이싱어》
- 2020년 TV조선 《내일은 미스트롯2》
- 2021년 TV조선 《보도본부 핫라인》
- 2021년 TV조선 《내일은 미스트롯2 토크 콘서트》
- 2021년 JTBC 《아는 형님》 게스트 - With 미스트롯2 TOP7
- 2021년 TV조선 《내 딸 하자》
- 2021년 MBC 에브리원 《비디오스타》
- 2021년 TV조선 《화요청백전》
- 2021년 TV조선 《달 뜨는 소리》
- 2021년 TV조선 《화요일에 만나요》
- 2021년 TV조선 《화요일은 밤이 좋아》
- 2023년 MBN 《현역가왕》
- 2024년 JTBC 《사연있는 쌀롱 하우스》
- 2024년 MBN 《한일가왕전》
- 2024년 MBN《한일톱텐쇼》
- 2025년 KBS2 《박원숙의 같이 삽시다》

## 활동 및 수상
- 2022.04. ~ 2022.12. 풋살팀 《FC트롯퀸즈》창단 멤버
- 2019년 대한민국 예술문화 스타대상 신인상
- 2021년 TV CHOSUN 내일은 미스트롯2 TOP6
- 2024년 MBN 현역가왕 TOP7